# Schalk Burger
Pour les articles homonymes, voir Schalk Burger (pilote automobile) et Burger.

a Compétitions nationales et continentales officielles uniquement.

b Matchs officiels uniquement.
Dernière mise à jour le 3 janvier 2021.
Schalk Willem Petrus Burger, plus connu comme Schalk "Schalla" Burger Jr. ou simplement Schalk Burger, né le 13 avril 1983 à Port Elizabeth, est un joueur international sud-africain de rugby à XV , évoluant au poste de troisième ligne aile. Il est connu pour son goût du combat et pour sa défense rugueuse.  
Sur le plan individuel, il est élu meilleur joueur du monde pour l'année 2004 par l'International Rugby Board.  

## Biographie
Fils de l'ancien deuxième ligne international Schalk Burger, il pratiquait avec succès de nombreux sports lors de ses études. Il était d'ailleurs si doué au cricket que son père désirait le voir passer professionnel dans ce sport plutôt qu'au rugby.
Après avoir gagné la coupe du monde des moins de 21 ans en 2002, il est sélectionné pour les Springboks en 2003, année au cours de laquelle il connait sa première sélection contre la Géorgie lors de la Coupe du monde et marque un essai dès ce premier match.
En 2004, il ne manque aucun match de la sélection nationale. Il remporte notamment le Tri-nations avec son pays, la première victoire dans cette compétition depuis 1998. Ses performances répétées, tant dans le Super 12, dans le Tri-nations ou dans la Currie Cup le font désigner meilleur joueur mondial par l'IRB pour l'année 2004.
Blessé au cou lors d'un match contre l'Écosse en juin 2006, il ne revient sur les terrains qu'en janvier 2007. Il dispute et remporte la Coupe du monde de rugby 2007 en France, avec Juan Smith et Danie Rossouw comme partenaires de troisième ligne. Il ne dispute que 5 matchs du tournoi notamment à cause d'une suspension de 2 matchs, pour un plaquage dangereux lors du premier match contre les Samoa. Il inscrira 1 essai contre les États-Unis où il évoluera pour l'occasion au poste de numéro 8.

## Statistiques en équipe nationale
Au 25 octobre 2015, Schalk Burger compte 86 sélections sous le maillot des Springboks, inscrivant un total de 80 points, seize essais. Il a été sélectionné pour la première fois avec les Springboks le 24 octobre 2003 contre l'équipe de Géorgie.
Il remporte la Coupe du monde 2007, édition où il dispute cinq rencontres et inscrit un essai. Il dispute également trois rencontres lors de l'édition 2003 et cinq rencontres lors de l'édition 2011. Il dispute également l'édition 2015 où il dispute sept rencontres.
Il dispute huit éditions du  Tri-nations ou The Rugby Championship, compétition qui lui succède en 2004, 2005, 2007, 2008, 2009, 2010, 2014,  2015.

## Palmarès

### En club/franchise
- Troisième du Super 12 en 2004
- Vainqueur de la Coupe d'Europe en 2017 et 2019
- Champion d'Angleterre en 2018 et 2019

### En équipe nationale
- Vainqueur du Tri-Nations 2004
- Vainqueur de la Coupe du monde en 2007
- Vainqueur du Tri-Nations 2009

### Distinctions personnelles
- Sacré meilleur joueur du Monde de l'année 2004 par l'IRB